# Гофман, Конрад Генрихович
Ко́нрад Ге́нрихович Го́фман (нем. Konrad Hoffmann; 1894—1977) — советский государственный и политический деятель, председатель Президиума Верховного Совета АССР Немцев Поволжья в 1938—1941 годах.

## Биография
Родился в 1894 году в Покровской слободе Самарской губернии (ныне город Энгельс Саратовской области) в семье рабочего-железнодорожника.
С 13 лет работал пастухом, позже — слесарем в железнодорожном депо станций Покровск и Аткарск.
Во время Первой мировой войны с 1915 по 1918 годы служил рядовым на Кавказском фронте.
В 1918—1936 годах работал помощником машиниста, затем машинистом паровоза в городе Энгельс. Член РКП(б) с 1924 года.
В 1936—1937 годах — мастер, начальник паровозного хозяйства депо.
В 1937—1944 годах — депутат Верховного Совета СССР 1-го созыва, председатель Президиума Верховного Совета АССР Немцев Поволжья в 1938—1941 годах.
В связи с ликвидацией АССР немцев Поволжья 5 сентября 1941 года Гофман был освобождён от своих обязанностей и выселен в Тюхтетский район Красноярского края вместе с женой Антониной Ильиничной и детьми Сашей и Виктором. В донесениях сотрудников НКВД обвинялся в поддержке «саботажа» бывшего руководства АССР Немцев Поволжья и в отказе выехать на постоянное жительство в колхоз по месту нового поселения. С марта 1942 по январь 1944 года находился на принудительных работах в Богословлаге-БАЗстрое НКВД СССР. Затем переведён в Краслаг. Работал машинистом на станции Решеты Нижнеингашского района Красноярского края.
После войны переехал с семьёй в город Андижан. Продолжал работать на железной дороге. Был отмечен наградами СССР.
Умер в 1977 году в Андижане Узбекской ССР.
Реабилитирован в 1996 году.

## Интересный факт
В 1935 году машинист Пётр Кривонос первым в Советском Союзе при вождении грузовых поездов увеличил форсировку котла паровоза, благодаря чему скорость локомотива повысилась в два раза. Этот метод назвали кривоносовским. Одним из первых его последователей стал Конрад Гофман. В его биографии было отмечено: «Несколько раз был премирован, награждён значком Сталинского призыва и знаком „Почётному железнодорожнику“».

## Память
- В РГАКФД и ГА РФ имеются материалы, относящиеся к К. Г. Гофману.